# Мъгла (филм, 2010)
„Мъгла“ (на руски: Туман) е руска военна драма от 2010 г. на режисьорите Иван Шурховецки и Артьом Аксененко с участието на Игор Шмаков, Василий Ракша и Иля Глинников.

## Сюжет
По време на учение отряд новобранци от руската армия получава за задача преодоляване на водна преграда с общ маршрут от 12 км. В процеса на прекосяването на терена започват да изостават във времето. Командирът им решава да скъсят отсечката, преминавайки през мочурище, където попадат в гъста мъгла. Измъквайки се от тресавището, новобранците разбират, че са запратени назад във времето в разгара на Втората световна война.

## Актьорски състав
- Игор Шмаков
- Василий Ракша
- Артьом Крестников
- Григорий Калинин
- Иля Глинников
- Алексей Марков
- Светлана Устинова
- Алексей Илин
- Иван Лапин
- Дмитрий Сергин
- Родион Галюченко
- Арчибалд Арчибалдович